# You, Me, and the Cubes
You, Me, and the Cubes (きみとぼくと立体, Kimi to Boku to Rittai) est un jeu vidéo de puzzle développé par fyto et édité par Nintendo, sorti en 2009 sur Wii à partir de la plate-forme de téléchargement WiiWare. 

## Système de jeu
You, Me, and the Cubes est un jeu de réflexion dont le gameplay repose sur le concept d'équilibre. Chaque niveau présente une structure composée de cubes emboîtés flottant dans un espace vide. Le joueur doit y projeter un nombre précis de personnages nommés les Zigolos (soit les Fallos dans la version anglaise) tout en veillant à répartir leur poids de manière équilibrée autour du centre de gravité des cubes afin d'éviter leur basculement,. Pour accomplir un niveau, le joueur doit placer tous les personnages sur les cubes et s'assurer qu'ils y demeurent pendant au moins trois secondes. Si la structure oscille trop fortement, les personnages risquent de tomber dans le vide, ce qui entraîne l'échec du niveau.

## Accueil
You, Me, and the Cubes est bien accueilli par la critique. Il obtient un score de 79 % sur Metacritic. Le jeu est cité dans Les 1001 jeux vidéo auxquels il faut avoir joué dans sa vie. Dans une liste établie le 19 juillet 2011, IGN classe You, Me, and the Cubes 18e meilleur jeu de la plate-forme WiiWare.